# سورين براندي
سورين براندي (بالألمانية: Sören Brandy)‏ هو لاعب كرة قدم ألماني، ولد في 6 مايو 1985 في فرل في ألمانيا. لعب مع بادربورن 07 وروت فايس إيسن ونادي دويسبورغ وهولشتاين كيل ويونيون برلين.

## وصلات خارجية
- سورين براندي على موقع قاعدة بيانات كرة القدم.إي يو (الإنجليزية)
- سورين براندي على موقع بيانات كرة القدم. دي إي (الألمانية)
- سورين براندي على موقع عالم كرة القدم.نت (الإنجليزية)